# Campionato toscano di guerra
Il Campionato toscano di guerra (conosciuto anche come Coppa Toscana) è una manifestazione calcistica, disputata in Toscana nel 1945, dopo la fine della Seconda guerra mondiale.
Dopo l'armistizio dell'8 settembre 1943 l'Italia centrale e settentrionale fu occupata dalle truppe tedesche e il campionato nazionale di calcio fu interrotto. Al suo posto le Federazioni organizzarono vari campionati a carattere locale. Alcune squadre della regione toscana (Forte dei Marmi, Carrarese, Montecatini, Lucchese e Massese) presero parte al Campionato Alta Italia 1944, vinto dai Vigili del Fuoco della Spezia; alla fase finale di quest'ultimo presero parte esclusivamente club che si trovavano a nord della Linea Gotica, a causa dell'esclusione delle squadre laziali e toscane (che avevano preso parte alla fase eliminatoria regionale) dovuta al fatto che il fronte di guerra aveva raggiunto la loro regione.
Nella stagione seguente i comitati regionali organizzarono numerosi tornei calcistici locali. La Coppa Toscana prevedeva nove gironi di cui tre gestiti dal comitato provinciale di Livorno. Le squadre vincenti i gironi A-F si scontrarono in un torneo a eliminazione diretta che avrebbe individuato una delle due finaliste. Le vincenti dei gironi G-I, quelli gestiti dal comitato provinciale di Livorno, si scontrarono in un triangolare a girone semplice (partite di sola andata in campo neutro) per determinare la seconda finalista. Le finali tra le vincenti dei gironi A-F furono disputate dalla Fiorentina e dall'Empoli, che venne superato per 1-0 nella prima gara, e perse per 3-2 anche nella seconda. La finalissima con la vincente del campionato della provincia di Livorno si disputò il 29 luglio tra la Fiorentina e i biancoverdi della Pro Livorno e fu vinta dai gigliati per 3-1.
Il campionato toscano di guerra faceva parte del campionato misto di Divisione Nazionale 1944-1945 e metteva in palio tre posti per le finali interregionali per l'assegnazione del titolo di Campione dell'Italia Liberata. Tuttavia problemi organizzativi (tra cui l'eccessivo protrarsi dei campionati regionali) impedirono l'effettuazione delle finali interregionali (a cui avrebbero dovuto partecipare sedici squadre centromeridionali).

## Risultati
Le informazioni sul campionato sono molto scarse, ma sono noti i cammini di Empoli e Fiorentina.

### Gironi A-F

#### Girone eliminatorio dell'Empoli
| Empoli | 4 - 0 | Granaiolo |

| Granaiolo | 1 - 7 | Empoli |

| Empoli | 3 - 2 | Poggibonsi |

| Poggibonsi | 2 - 2 | Empoli |

| Empoli | 6 - 1 | San Miniato |

| San Miniato | 0 - 2 | Empoli |

| Empoli | 2 - 1 | Certaldo |

| Certaldo | 3 - 3 | Empoli |

Classifica
|  | Pos. | Squadra     | Pt | G | V | N | P | GF | GS |
|  | ---- | ----------- | -- | - | - | - | - | -- | -- |
|  | 1.   | Empoli      | 14 | 8 | 6 | 2 | 0 | 29 | 10 |
|  | ?.   | Certaldo    | ?  | 8 | ? | ? | ? | ?  | ?  |
|  | ?.   | Granaiolo   | ?  | 8 | ? | ? | ? | ?  | ?  |
|  | ?.   | Poggibonsi  | ?  | 8 | ? | ? | ? | ?  | ?  |
|  | ?.   | San Miniato | ?  | 8 | ? | ? | ? | ?  | ?  |

#### Girone B
| MGC Firenze | 1 - 0 | Fiorentina |

| Fiorentina | 2 - 1 | Marzocco |

| Fiorentina | 5 - 0 | ASSI Firenze |

| Fiorentina | 7 - 0 | MGC Firenze |

| Marzocco | 3 - 6 | Fiorentina |

| ASSI Firenze | 1 - 4 | Fiorentina |

Classifica
|  | Pos. | Squadra          | Pt | G | V | N | P | GF | GS |
|  | ---- | ---------------- | -- | - | - | - | - | -- | -- |
|  | 1.   | Fiorentina       | 10 | 6 | 5 | 0 | 1 | 24 | 6  |
|  | 2.   | MGC Firenze      | 6  | 5 | 3 | 0 | 2 | 9  | 11 |
|  | 3.   | ASSI Firenze     | 5  | 6 | 2 | 1 | 3 | 9  | 16 |
|  | 4.   | Marzocco Firenze | 1  | 5 | 0 | 1 | 4 | 6  | 15 |

#### Quarti di finale
| Campi Bisenzio 24 giugno 1945 | Santa Croce sull'Arno | 0 – 0 | Empoli | Stadio di Campi Bisenzio |

| Empoli 29 giugno 1945 | Empoli | 1 – 0 | Santa Croce sull'Arno | Stadio Comunale di Empoli |

| Arbitro: | Curradi (Firenze) |

|             |           |               |
| Bongini 27’ | Marcatori | 67’ Magherini |

| Arbitro: | Cartei (Firenze) |

|           |           |               |
| Penzo 24’ | Marcatori | 47’ Michelini |

#### Semifinale
| Empoli 2 luglio 1945                            | Empoli    | 1 – 0 | Quarrata | Stadio Comunale di Empoli |
| \| \| \| \| \| Alderotti 33’ \| Marcatori \| \| |           |       |          |                           |
|                                                 |           |       |          |                           |
| Alderotti 33’                                   | Marcatori |       |          |                           |

| Campi Bisenzio 9 luglio 1945                                                                    | Quarrata  | 2 – 2                            | Empoli | Stadio di Campi Bisenzio |
| \| \| \| \| \| Biancolini 16’ Quercioli 40’ \| Marcatori \| 42’ Jacometti 79’ (Rig.) Freschi \| |           |                                  |        |                          |
|                                                                                                 |           |                                  |        |                          |
| Biancolini 16’ Quercioli 40’                                                                    | Marcatori | 42’ Jacometti 79’ (Rig.) Freschi |        |                          |

Nota: Fiorentina esentata per sorteggio dalle semifinali.

#### Finale
| Arbitro: | Arietti (Siena) |

|  |           |                |
|  | Marcatori | 49’ Pandolfini |

| Arbitro: | Banti (Pontedera) |

|                                       |           |                                |
| Biagiotti 19’ Buzzegoli 47’ Penzo 51’ | Marcatori | 10’ (rig.) Freschi 70’ Bagnoli |

Fiorentina qualificata alla finalissima contro la vincente del campionato misto tirrenico (provincia di Livorno).

### Gironi G-I
Il campionato della provincia di Livorno ebbe inizio l'8 aprile 1945.

#### Girone G
Risultati
| andata (1ª) | andata (1ª) | Prima giornata | ritorno (4ª) | ritorno (4ª) |
|             |             |                |              |              |
| 8 apr.      | 0-2         | Cecina-ISU     | 2-5          | 29 apr.      |
| 8 apr.      | 6-0         | Livorno-Solvay | 2-1          | 29 apr.      |

| andata (2ª) | andata (2ª) | Seconda giornata | ritorno (5ª) | ritorno (5ª) |
|             |             |                  |              |              |
| 15 apr.     | 1-1         | Livorno-ISU      | 1-3          | 10 mag.      |
| 15 apr.     | 1-1         | Solvay-Cecina    | -            | 10 mag.      |

| andata (1ª) | andata (1ª) | Prima giornata | ritorno (4ª) | ritorno (4ª) |
|             |             |                |              |              |
| 8 apr.      | 0-2         | Cecina-ISU     | 2-5          | 29 apr.      |
| 8 apr.      | 6-0         | Livorno-Solvay | 2-1          | 29 apr.      |

| andata (2ª) | andata (2ª) | Seconda giornata | ritorno (5ª) | ritorno (5ª) |
|             |             |                  |              |              |
| 15 apr.     | 1-1         | Livorno-ISU      | 1-3          | 10 mag.      |
| 15 apr.     | 1-1         | Solvay-Cecina    | -            | 10 mag.      |

| \| andata (3ª) \| andata (3ª) \| Terza giornata \| ritorno (6ª) \| ritorno (6ª) \| \| \| \| \| \| \| \| 22 apr. \| 1-2 \| Cecina-Livorno[9] \| 0-2 \| 6 mag. \| \| 22 apr. \| 3-1 \| ISU-Solvay[10] \| 2-0 \| 6 mag. \| |             |                |              |              |
| andata (3ª) | andata (3ª) | Terza giornata | ritorno (6ª) | ritorno (6ª) |
| |             |                |              |              |
| 22 apr. | 1-2         | Cecina-Livorno | 0-2          | 6 mag.       |
| 22 apr. | 3-1         | ISU-Solvay     | 2-0          | 6 mag.       |

| andata (3ª) | andata (3ª) | Terza giornata | ritorno (6ª) | ritorno (6ª) |
|             |             |                |              |              |
| 22 apr.     | 1-2         | Cecina-Livorno | 0-2          | 6 mag.       |
| 22 apr.     | 3-1         | ISU-Solvay     | 2-0          | 6 mag.       |

Nota: Si può supporre che il risultato di Livorno-ISU (1-1 sul campo il 15 aprile) fosse stato modificato a tavolino in favore del Livorno (il comunicato ufficiale n. 2 del Comitato Provinciale non lo omologò per reclamo del Livorno e fu inviata la documentazione al Comitato Regionale affinché decidesse sul reclamo) in quanto a fine girone Livorno e ISU risultarono in vetta a pari punti, richiedendo uno spareggio che fu vinto dal Livorno per forfait degli avversari (17 giugno 1945).
Classifica
|  | Pos. | Squadra          | Pt | G | V | N | P | GF | GS |
|  | ---- | ---------------- | -- | - | - | - | - | -- | -- |
|  | 1.   | Livorno          | 10 | 6 | 5 | 0 | 1 | ?  | ?  |
|  | 2.   | ISU              | 10 | 6 | 5 | 0 | 1 | ?  | ?  |
|  | 3.   | Solvay Rosignano | 1  | 5 | 0 | 1 | 4 | ?  | ?  |
|  | 3.   | Cecina           | 1  | 5 | 0 | 1 | 4 | ?  | ?  |

Spareggio qualificazione (17 giugno 1945): Livorno-ISU 2-0 (a tavolino per forfait).

#### Girone H
Risultati
| andata (1ª) | andata (1ª) | Prima giornata           | ritorno (4ª) | ritorno (4ª) |
|             |             |                          |              |              |
| 8 apr.      | 4-0         | Libertas-Vada            | 2-3          | 3 giu.       |
| 8 apr.      | 1-0         | Pro Livorno-Stella Rossa | 3-0          | 10 mag.      |

| andata (2ª) | andata (2ª) | Seconda giornata     | ritorno (5ª) | ritorno (5ª) |
|             |             |                      |              |              |
| 15 apr.     | 2-1         | Libertas-Pro Livorno | 0-4          | 29 apr.      |
| 15 apr.     | 1-1         | Stella Rossa-Vada    | 3-3          | 29 apr.      |

| andata (1ª) | andata (1ª) | Prima giornata           | ritorno (4ª) | ritorno (4ª) |
|             |             |                          |              |              |
| 8 apr.      | 4-0         | Libertas-Vada            | 2-3          | 3 giu.       |
| 8 apr.      | 1-0         | Pro Livorno-Stella Rossa | 3-0          | 10 mag.      |

| andata (2ª) | andata (2ª) | Seconda giornata     | ritorno (5ª) | ritorno (5ª) |
|             |             |                      |              |              |
| 15 apr.     | 2-1         | Libertas-Pro Livorno | 0-4          | 29 apr.      |
| 15 apr.     | 1-1         | Stella Rossa-Vada    | 3-3          | 29 apr.      |

| \| andata (3ª) \| andata (3ª) \| Terza giornata \| ritorno (6ª) \| ritorno (6ª) \| \| \| \| \| \| \| \| 22 apr. \| 3-0 \| Stella Rossa-Libertas \| 1-2 \| 6 mag. \| \| 22 apr. \| 1-3 \| Vada-Pro Livorno \| 0-4 \| 6 mag. \| |             |                       |              |              |
| andata (3ª) | andata (3ª) | Terza giornata        | ritorno (6ª) | ritorno (6ª) |
| |             |                       |              |              |
| 22 apr. | 3-0         | Stella Rossa-Libertas | 1-2          | 6 mag.       |
| 22 apr. | 1-3         | Vada-Pro Livorno      | 0-4          | 6 mag.       |

| andata (3ª) | andata (3ª) | Terza giornata        | ritorno (6ª) | ritorno (6ª) |
|             |             |                       |              |              |
| 22 apr.     | 3-0         | Stella Rossa-Libertas | 1-2          | 6 mag.       |
| 22 apr.     | 1-3         | Vada-Pro Livorno      | 0-4          | 6 mag.       |

Classifica
|  | Pos. | Squadra                  | Pt | G | V | N | P | GF | GS |
|  | ---- | ------------------------ | -- | - | - | - | - | -- | -- |
|  | 1.   | Pro Livorno              | 10 | 6 | 5 | 0 | 1 | ?  | ?  |
|  | 2.   | Libertas Castiglioncello | 6  | 6 | 3 | 0 | 3 | ?  | ?  |
|  | 3.   | Stella Rossa             | 4  | 6 | 1 | 2 | 3 | ?  | ?  |
|  | 3.   | Vada                     | 4  | 6 | 1 | 2 | 3 | ?  | ?  |

#### Girone I
Vi presero parte solo due squadre a causa dei ritiri del Grosseto e dell'Orbetello.
- 15 aprile 1945: Piombino-Piombinese 2-0.
- 29 aprile 1945: Piombinese-Piombino 0-1.

#### Finali
| Arbitro: | Garzelli |

|                        |           |                 |
| Cattano 30’ Raccis 35’ | Marcatori | 15’, 70’ Grilli |

| Arbitro: | Camici |

|                        |           |                |
| Piram 60’ Guidugli 70’ | Marcatori | 67’ Nannipieri |

| Arbitro: | Camici |

|                                       |           |            |
| Martelli 16’, 84’ Stua 32’ Raccis 68’ | Marcatori | 70’ Brondi |

Pro Livorno qualificato alla finalissima avendo tre punti in classifica contro i due del Livorno e l'uno del Piombino.

### Finalissima
| Arbitro: | Ciabatti (Pontedera) |

|                               |           |          |
| Pandolfini 1’, 80’ Morisco 2’ | Marcatori | 47’ Stua |

## La rosa campione
| N° | Naz.              | Ruolo          | Sportivo              | Anno              |  |  |
| -- | ----------------- | -------------- | --------------------- | ----------------- |  |  |
|    | Italia (bandiera) | Portiere       | Ugo Innocenti         | 14 maggio 1916    |  |  |
|    | Italia (bandiera) | Difensore      | Ivo Buzzegoli         | 29 settembre 1910 |  |  |
|    | Italia (bandiera) | Difensore      | Carlo Piccardi        | 7 ottobre 1919    |  |  |
|    | Italia (bandiera) | Difensore      | Galliano Parigi       | 5 gennaio 1919    |  |  |
|    | Italia (bandiera) | Centrocampista | Menotti Avanzolini    | 16 gennaio 1923   |  |  |
|    | Italia (bandiera) | Centrocampista | Pasquale Morisco      | 6 giugno 1920     |  |  |
|    | Italia (bandiera) | Centrocampista | Giovacchino Magherini | 11 agosto 1918    |  |  |
|    | Italia (bandiera) | Centrocampista | Egisto Pandolfini     | 19 gennaio 1926   |  |  |
|    | Italia (bandiera) | Centrocampista | Ferruccio Valcareggi  | 12 febbraio 1919  |  |  |
|    | Italia (bandiera) | Attaccante     | Aldo Biagiotti        | 9 maggio 1923     |  |  |
|    | Italia (bandiera) | Attaccante     | Romano Penzo          | 6 aprile 1920     |  |  |
|    | Italia (bandiera) | Allenatore     | Giuseppe Galluzzi     | 10 novembre 1903  |  |  |